# Gottesackerkapelle zum Heiligen Kreuz

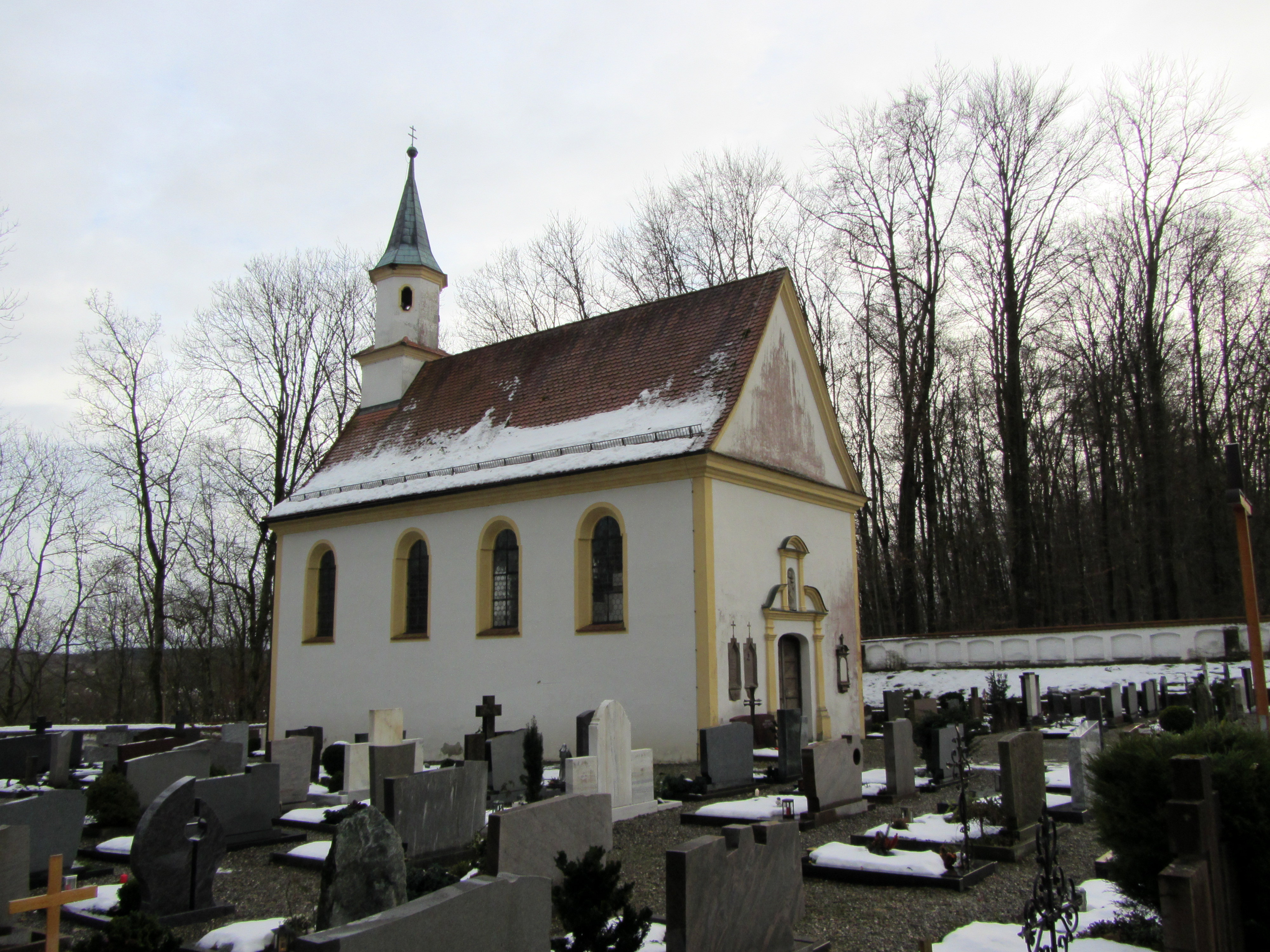
Die Gottesackerkapelle (2012)

Die Gottesackerkapelle zum Heiligen Kreuz befindet sich in der Gemeinde Gutenzell-Hürbel im Landkreis Biberach in Oberschwaben und hat die Anschrift Auf dem Kapellenberg 1, 2.

## Beschreibung
Die Kapelle liegt ungefähr 1400 Meter nördlich des Ortsteils Gutenzell und ist über eine asphaltierte Straße, die von der K 7506 abzweigt, erreichbar. Sie wurde an der Stelle der abgegangenen Burg Gutenzell im 18. Jahrhundert errichtet und ist von einer Mauer umgeben. Sie gehörte zur Reichsabtei Gutenzell. Die Kapelle ist ein einfacher, geosteter, biberschwanzgedeckter Längsbau mit Dreiachtelchorabschluss und einem ostseitig aufgesetzten Dachreiter mit Glocken. Die damalige Reichsäbtissin Maria Franziska von Gall veranlasste 1755 die Ausmalung der Kapelle durch Johann Georg Dieffenbrunner.

### Fresken
Die Fresken von Dieffenbrunner behandeln folgende Themen:
- Kartuschen: Entstehungsgeschichte der „Cella Dei“ (Reichsabtei Gutenzell), Kapellen und Ansichten anderer Orte wie Schloss Hürbel oder Schloss Sommershausen
- Empore: Leichenzug und Todessymbole

### Friedhof
Der die Kapelle umgebende Friedhof gehört zur Gemeinde Gutenzell-Hürbel, die Kapelle der Diözese Rottenburg-Stuttgart. Auf dem Friedhof werden aber zumeist Bewohner des Ortsteils Gutenzell begraben. Innerhalb des ummauerten Bereichs der Gottesackerkapelle befinden sich die Ehrenmale für die Gefallenen des Ersten und des Zweiten Weltkrieges und ein Beinhaus.
Auf dem Friedhof befindet sich das Grab eines Hauptmanns des Mittleren Transporthubschrauberregiments 25 Oberschwaben, der den CH 53 steuerte, welcher am 21. Dezember 2002 bei einem Patrouillenflug aus 70 Meter Höhe aufgrund eines technischen Defekts über der afghanischen Stadt Kabul abstürzte und weitere sieben Soldaten mit in den Tod riss.

## Literatur

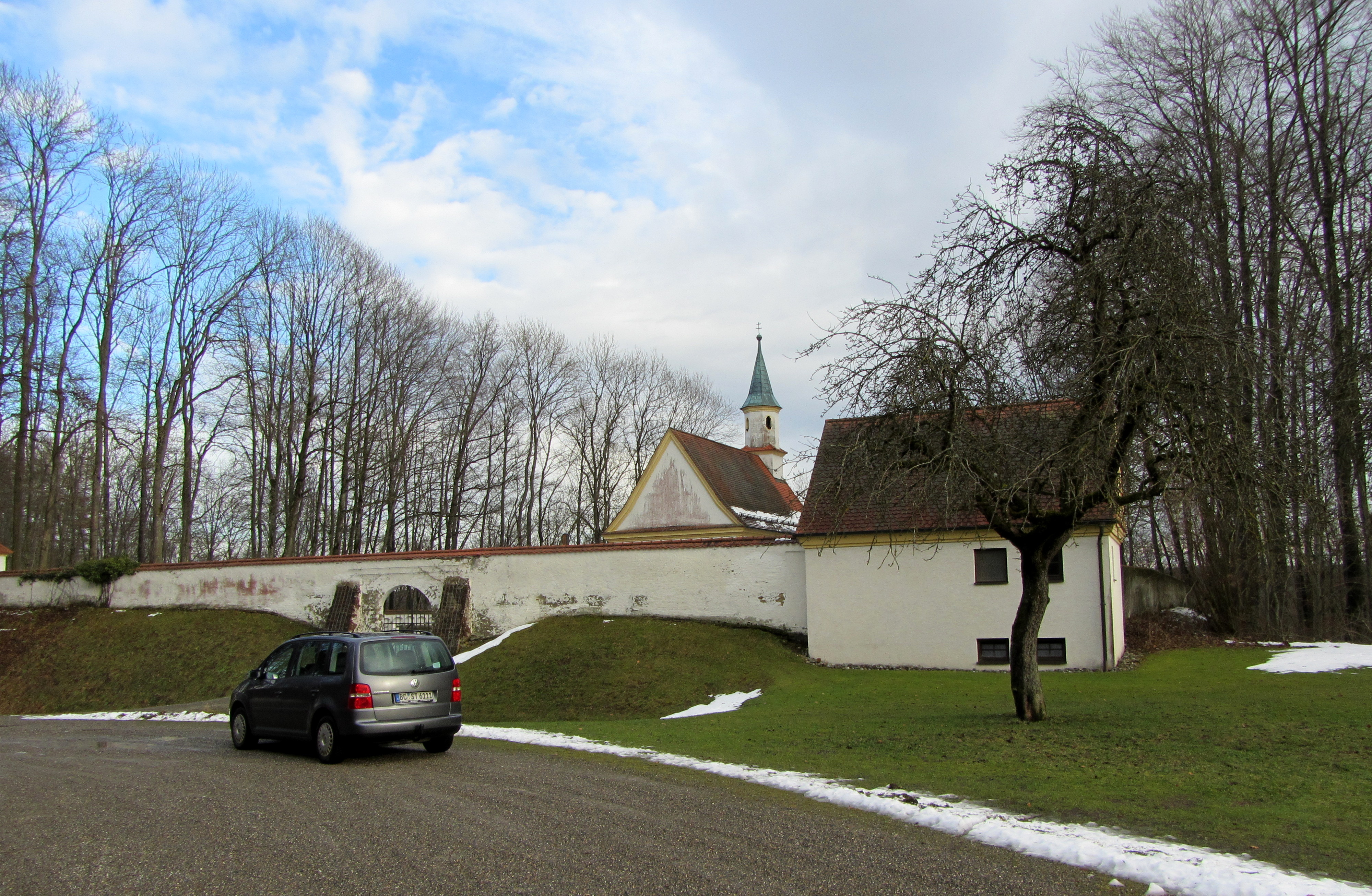
Gutenzeller Gottesackerkapelle zum Heiligen Kreuz in der Mitte des Bildes, umgeben von einer Mauer (2012)